# Topeka (Illinois)
Topeka – wieś w Stanach Zjednoczonych, w stanie Illinois, w hrabstwie Mason. Jest jedną z najmniejszych (55 osób w 2023 r.) miejscowości stanu Illinois.